# Antegrade skrotale Sklerosierung
Die antegrade skrotale Sklerosierung ist eine chirurgische Methode zur Behandlung von Varikozelen.

## Das Behandlungsverfahren
Von einem kleinen Hautschnitt im Bereich des Hodensacks wird die Varicocele testis verödet. Durch Kontrastmittel und Röntgenkontrolle ist zuvor sichergestellt worden, dass das venöse Blut anschließend in die korrekte Richtung strömt. Der Eingriff wird mit lokaler Betäubung vorgenommen. Er kann auch ambulant durchgeführt werden. Bei jungen Patienten ist allerdings eine stationäre Aufnahme von in der Regel zwei Tagen (eine Nacht) empfehlenswert. Dieses Verfahren wurde von Roland Tauber entwickelt und trägt im Kontext zur Behandlung von Varikozelen den Beinamen „Methode nach Tauber“.